# Insviller
Insviller är en kommun i departementet Moselle i regionen Grand Est (tidigare regionen Lorraine) i nordöstra Frankrike. Kommunen ligger i kantonen Albestroff som tillhör arrondissementet Château-Salins. År 2022 hade Insviller 171 invånare.

## Befolkningsutveckling
Antalet invånare i kommunen Insviller
| Referens: INSEE |